# Hanns Gorschenek
Hanns Gorschenek (* 1924 in Brüx, Tschechoslowakei; † 16. August 2006 in Köln) war ein deutscher Rundfunkjournalist.

## Leben
Gorschenek begann nach dem Zweiten Weltkrieg zunächst bei der Außenstelle des Nordwestdeutschen Rundfunks in Berlin. Dann wechselte er zum Deutschen Langwellensender in Hamburg, der Keimzelle des Deutschlandfunks. Nach dessen Gründung begann er am 1. Januar 1962 als Korrespondent des Bonner Studios. Von 1965 bis 1987 leitete er dann die Abteilung „Zentrale Nachrichtendienste“ in Köln. Der als unionsnah geltende Journalist mahnte 1983 seine Mitarbeiter zu regierungsfreundlicher Berichterstattung.
Unter seiner Leitung kamen erstmals stündliche Nachrichten rund um die Uhr ins Hörfunkprogramm, ebenso wie ein großes Angebot an Presseschauen und der erste bundesweite Verkehrsfunk.
Nach 25-jähriger Tätigkeit beim DLF wurde er Ende August 1987 von Intendant Richard Becker in den Ruhestand verabschiedet.
Außerdem war Gorschenek Autor mehrerer publizistischer Werke und von 1978 bis Ende 1981 Mitherausgeber der Schriftenreihe Materialien zur Politischen Bildung.